# Спенсер, Альберто
Альбе́рто Пе́дро Спе́нсер Эрре́ра (исп. Alberto Pedro Spencer Herrera; 6 декабря 1937, Анкон, Эквадор — 3 ноября 2006, Кливленд, США) — эквадорский и уругвайский футболист, нападающий. Величайший футболист Эквадора XX века. Лучшие годы карьеры провел в клубе «Пеньяроль». В его составе он забил 48 голов в Кубке Либертадорес, оставаясь до сих пор лучшим бомбардиром в истории этого турнира (с 54 голами). Спенсер завоевал 3 Кубка Либертадорес, 2 Межконтинентальных кубка, 7 раз становился чемпионом Уругвая. Практически все южноамериканские журналисты относят Спенсера к когорте величайших футболистов Южной Америки всех времён, наряду с Пеле, Гарринчей, Ди Стефано, Марадоной.

## Биография
Отец Альберто — выходец из Ямайки, этим обусловлена его английская фамилия, мать — эквадорка.
Спенсер начал свою карьеру в 1953 году в клубе «Эверест» из Гуаякиля. Спустя 2 года он уже пробился в основной состав команды. В 1959 году он получает приглашение в сборную Эквадора, в которой выступал до самого завершения карьеры, с перерывом в 1962—1964 годах, когда он выступал за сборную Уругвая. Спенсер стал автором первого мяча как эквадорского, так и уругвайского футболиста, забитого на стадионе «Уэмбли» в товарищеском матче Уругвая с Англией. Однако правила, регулирующие национальную принадлежность в футболе, ужесточились и Спенсер был вынужден вновь выступать за Эквадор. Поскольку уровень футбола в этой стране в 1960-х годы (в отличие от современной ситуации, когда сборная Эквадора вышла в 1/8 финала ЧМ-2006, что ещё застал сам Спенсер, а ЛДУ Кито выиграл Кубок Либертадорес в 2008 году) был одним из самых низких в Южной Америке, эквадорский самородок так и ни разу не сыграл на чемпионатах мира.
Всего за карьеру Спенсер забил 451 гол (без учёта товарищеских матчей, вместе с которыми число его голов превышает 500).
В 1975—1976 годах Спенсер тренировал эквадорский «Эмелек».
В 1982 году Альберто Спенсер был назначен консулом Эквадора в Уругвае, в котором остался жить.
Огромное негодование вызвало отсутствие Спенсера в списке ФИФА-100, опубликованном Пеле и ФИФА.
Умер Альберто Спенсер 3 ноября 2006 года в Кливленде, во время плановой поездки в США для обследования в кардио-клинике — от сердечного приступа. Похоронен в Монтевидео.
Стадиону в Гуаякиле «Модело» было дано имя Альберто Спенсера.

## Награды

### Командные
- Чемпион Уругвая (7): 1960, 1961, 1962, 1964, 1965, 1967, 1968
- Обладатель Кубка Либертадорес (3): 1960, 1961, 1966
- Обладатель Межконтинентального кубка (2): 1961, 1966
- Обладатель Суперкубка межконтинентальных чемпионов: 1969 (южноамериканская часть)

### Личные
- Лучший бомбардир чемпионата Уругвая (4): 1961, 1962, 1967, 1968
- Лучший бомбардир Кубка Либертадорес (2): 1960, 1962[7]
- Лучший бомбардир в истории Кубка Либертадорес: 54 гола
- Лучший бомбардир «Пеньяроля» в Кубке Либертадорес: 48 голов

## Статистика выступлений
| Клуб                 | Сезон            | Лига | Лига | КЛ   | КЛ   | Прочие | Прочие | Итого | Итого |
| Клуб                 | Сезон            | Игры | Голы | Игры | Голы | Игры   | Голы   | Игры  | Голы  |
| -------------------- | ---------------- | ---- | ---- | ---- | ---- | ------ | ------ | ----- | ----- |
| Пеньяроль            | 1959             | 1    | 0    | -    | -    | 0      | 0      | 1     | 0     |
| Пеньяроль            | 1960             | 16   | 10   | 7    | 7    | 2      | 1      | 25    | 18    |
| Пеньяроль            | 1961             | 18   | 18   | 4    | 3    | 3      | 2      | 25    | 23    |
| Пеньяроль            | 1962             | 18   | 16   | 6    | 6    | 0      | 0      | 24    | 22    |
| Пеньяроль            | 1963             | 15   | 9    | 4    | 5    | 0      | 0      | 19    | 14    |
| Пеньяроль            | 1964             | 6    | 6    | 0    | 0    | 0      | 0      | 6     | 6     |
| Пеньяроль            | 1965             | 17   | 12   | 0    | 0    | 0      | 0      | 17    | 12    |
| Пеньяроль            | 1966             | 16   | 6    | 12   | 6    | 2      | 3      | 30    | 15    |
| Пеньяроль            | 1967             | 14   | 11   | 3    | 2    | 0      | 0      | 17    | 13    |
| Пеньяроль            | 1968             | 11   | 8    | 14   | 10   | 4      | 1      | 29    | 19    |
| Пеньяроль            | 1969             | 14   | 5    | 10   | 2    | 6      | 3      | 30    | 10    |
| Пеньяроль            | 1970             | 20   | 12   | 10   | 7    | 0      | 0      | 30    | 19    |
| Пеньяроль            | Итого            | 166  | 113  | 70   | 48   | 17     | 10     | 253   | 171   |
| Барселона (Гуаякиль) | 1971             | 18   | 13   | 11   | 5    | 0      | 0      | 29    | 18    |
| Барселона (Гуаякиль) | 1972             | 2    | 0    | 7    | 1    | 0      | 0      | 9     | 1     |
| Барселона (Гуаякиль) | Итого            | 20   | 13   | 18   | 6    | 0      | 0      | 38    | 19    |
| Всего за карьеру     | Всего за карьеру | 186  | 126  | 88   | 54   | 17     | 10     | 291   | 190   |